# احتجاجات على إيمانويل ماكرون
الاحتجاجات علىإيمانويل ماكرون هي سلسلة من الاحتجاجات التي حدثت منذ إعلان فوز إيمانويل ماكرون في الانتخابات الرئاسية الفرنسية لعام 2017 في 7 مايو 2017. تجرى الاحتجاجات بشكل رئيسي من قبل النقابات العمالية والنشطاء اليساريين في معارضة السياسات النيوليبرالية لإيمانويل ماكرون، الدعم في زيارات الدولة من قبل القادة الآخرين، مواقفه بشأن إصلاح قانون العمل، ومختلف التعليقات أو المقترحات السياسية التي قدمها منذ أن أصبح الرئيس.
وفقاً لمنظمة العفو الدولية، فإن حالة الطوارئ التي تم تطبيقها منذ هجمات باريس في نوفمبر 2015 قد استخدمت على قمع الاحتجاجات مع السلطات التي تستخدم سلطات الطوارئ لوقف الاحتجاجات المتعلقة بإصلاح قانون العمل 574 مرة.

## بعد الانتخابات
في 8 مايو 2017، بعد ساعات قليلة فقط من إعلان ماكرون عن الفائز في الانتخابات الرئاسية الفرنسية عام 2017، بدأ المتظاهرون النقابيون في الصدام مع السلطات الفرنسية في باريس خوفا من أن يسلب برنامج ماكرون الاقتصادي حقوق العمال. نظمت الاحتجاجات «الجبهة الاجتماعية»، التي كانت قد نظمت بالفعل احتجاجات قبل الجولة الثانية للاحتجاج على اثنين من المرشحين، مارين لوبان وإيمانويل ماكرون. احتشدت مظاهرة معينة نظمتها الجبهة الاجتماعية من 950 إلى 1500 متظاهر  مع أشخاص كانوا يحاولون احتلال المباني المملوكة ملكية عامة مثل محطة سكة حديد في رين. ألقي القبض على ما يقرب من 150 متظاهر بعد ورود تقارير عن قذائف تم رميها على الشرطة والتخريب الجماعي.
تم دعم احتجاج 8 مايو من قبل نقابة CGT و SUD.

## الاحتجاجات

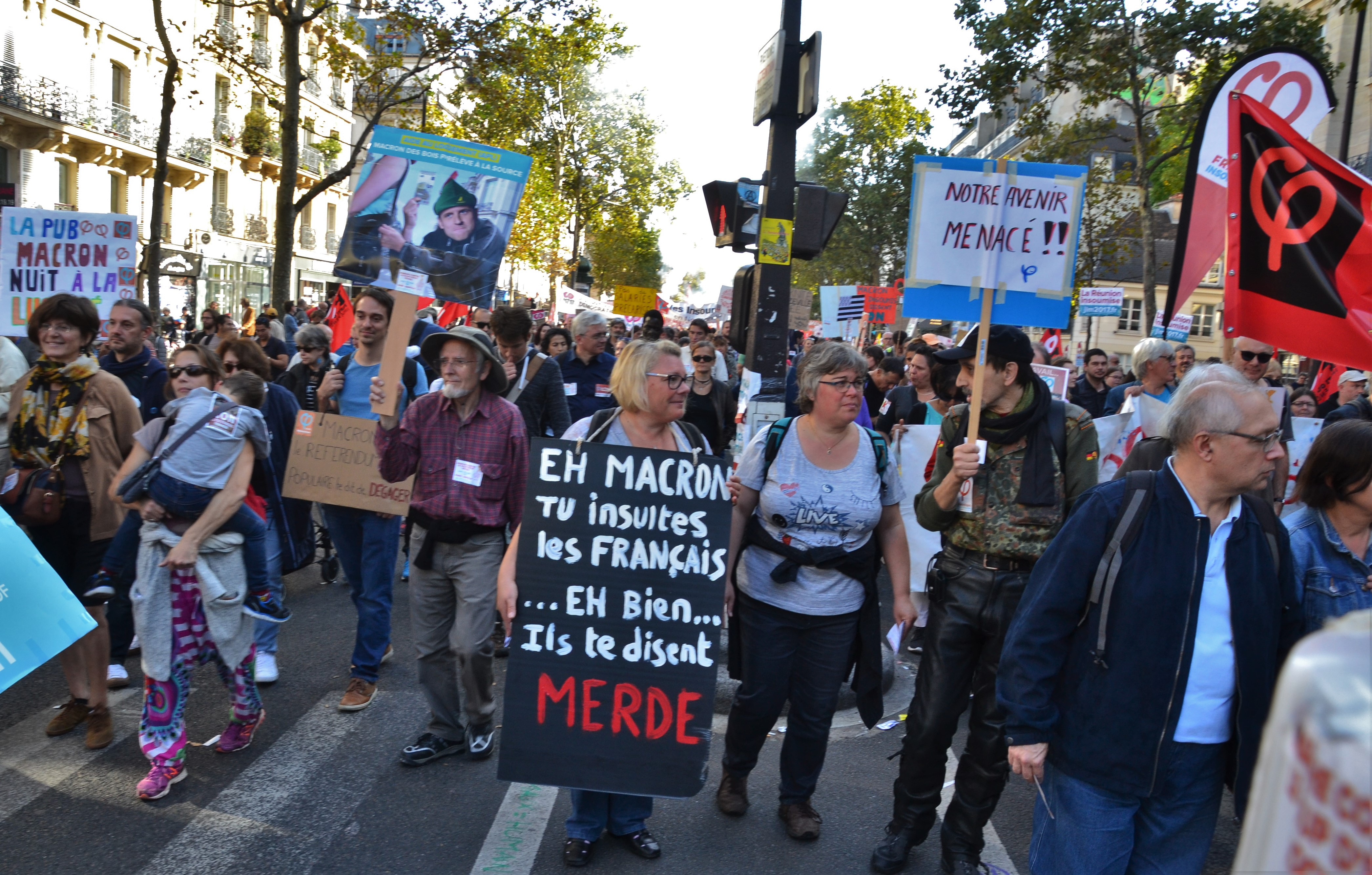
احتجاج علىماكرون في باريس يوم 23 سبتمبر 2017

بعد تنصيب ماكرون في 15 مايو 2017، كانت هناك العديد من التحذيرات من النقابات العمالية حول احتمال تنظيم احتجاج كبير. حاول الاتحاد CGT مرات عديدة تنظيم مظاهرة واسعة النطاق على ماكرون مع واحدة تجري في 12 سبتمبر، 2017. حاول ماكرون منع هذا من خلال فتح مفاوضات إصلاح قانون العمل مع النقابات العمالية. تم خلط حفل الاستقبال بين النقابات مع رئيس نقابة FO التي تدعم المفاوضات،  قرر CFDT البقاء على الحياد، وعدم المشاركة في احتجاجات 12 سبتمبر ، و CGT شجب المفاوضات إلى جانب حليفها SUD.
```
قام 
ميليشون
 نفسه بتنظيم احتجاج في 12 يوليو، 2017.
[
22
]
[
23
]
```

قوبلت الزيارة الرسمية التي قام بها الرئيس دونالد ترامب إلى فرنسا خلال عيد الباستيل باحتجاجات، وتجمع المحتجون حول ساحة الجمهورية لوضع «منطقة لا ترامب». وورد أن المحتجين كانوا يحتجون على زيارة ترامب وسياسات ماكرون. مع صفوف المتظاهرين الذين يتكونون من الاشتراكيين والجماعات المؤيدة للفلسطينيين ونشطاء حقوق المهاجرين والبيئيين والناشطين للفاشية. على الرغم من الاحتجاجات الجماهيرية، فإن 59٪ من الفرنسيين يوافقون على زيارة ترامب.
تستمر سلسلة من الاحتجاجات من قبل منتجي النبيذ في جنوب فرنسا منذ رئاسة فرانسوا هولاند. هذه المظاهرات تشمل عادة الحرق والتخريب والاعتداء. هذه الاحتجاجات ناتجة عن استيراد النبيذ بدلاً من شرائه من المنتجين الفرنسيين وفقدان الثقافة. أدت هذه الاحتجاجات إلى انخفاض مبيعات النبيذ الإسبانية بنسبة 25٪. وعادة ما تكون الدبابات الإسبانية التي تنقل النبيذ هدفا لهذه الهجمات.
بدأ المتظاهرون الموالون للفلسطينيين بالتظاهر على ماكرون حيث عرضوا على رئيس الوزراء الإسرائيلي نتنياهو مكانًا في احتفال الهولوكوست بباريس. كما عارض الحزب الشيوعي الفرنسي زيارة نتنياهو. كان منظمو الاحتجاجات غير معروفين، لكن لو مسلم بوست، وهي وسيلة إعلامية دينية، روجت للمظاهرة، وشجعت المستمعين على الحضور.

### 23 مارس 2018
تجمع 200,000 مناهض لماكرون على الصعيد الوطني.

### 19 أبريل 2018
احتشد عشرات الآلاف من عمال السكك الحديدية وموظفو القطاع العام والطلاب في أنحاء فرنسا المناهضي للرئيس إيمانويل ماكرون. كانت SNCF و CGT النقابات الرئيسية في الاحتجاجات على خطط من قبل ماكرون لإزالة الضمانات الوظيفية مدى الحياة وامتيازات المعاشات التقاعدية للمجندين الجدد.

### 13 مايو 2018
يواصل عمال النقل الاحتجاج على جهود الخصخصة المتفشية في فرنسا. يتم تخفيض خدمات SNCF الرئيسية يوم الأحد.

### 26 مايو 2018
بعد يوم من قول إيمانويل ماكرون «اقترح أنه قد يقترب من النصر في معركة عامة حول أجندته الإصلاحية»  عدة آلاف من الأشخاص في جميع أنحاء فرنسا، بقيادة نقابة CGT ونحو 80 منظمة أخرى احتجوا على إصلاحات ماكرون للجمهور. وصفها المنظمون بأنها غير متوازنة و «قاسية». وفقا لـ CGT، شارك 80,000 شخص في الاحتجاج في باريس، و 250,000 شخص خرجوا عبر البلاد. ومع ذلك، قالت الشرطة الفرنسية إن 21000 شخص شاركوا في الاحتجاجات في باريس وأن 35 متظاهرا احتجزوا بسبب «جرائم» مختلفة. وأصيب سبعة من ضباط الشرطة. أطلقت الشرطة الغاز المسيل للدموع ونشرت 2000 ضابط لهذا الحدث وكان المتظاهرون يحملون لافتات كتب عليها «أوقفوا ماكرون!».

### الاحتجاجات بالسترات الصفراء
تميزت الاحتجاجات بالسترات الصفراء باستخدام سترات واقية من اللون الأصفر والأخضر التي يتطلبها القانون في السيارات الفرنسية في فرنسا. كانت هناك أيضا تقارير عن أعمال شغب في باريس.